# Alessandro Mussolini
Alessandro Mussolini (11 de noviembre de 1854 - 19 de noviembre de 1910), fue un socialista y nacionalista italiano, padre del líder fascista Benito Mussolini. 
Era un activista socialista nacido en Italia, con simpatías nacionalistas. Herrero de profesión, estaba casado con Rosa Maltoni, una maestra de escuela, que se convirtió en la madre de Benito.
Alessandro ejercía una influencia considerable sobre las primeras creencias políticas de su hijo..

## Biografía

### Vida personal

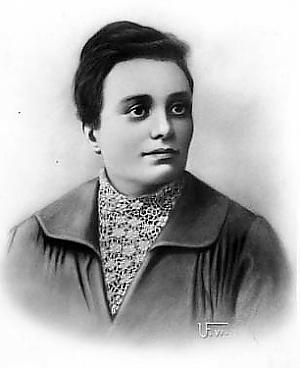
Su esposa Rosa Maltoni.

El 25 de enero de 1882, Alessandro se casó con Rosa Maltoni, maestra de escuela, seguidora de la iglesia católica. A diferencia de su esposa, él no creía en Dios y despreciaba al catolicismo, pero esto no influyó en su relación. Su suegro no aprobaba el matrimonio.
En 1883, Rosa dio a luz a su hijo, Benito Mussolini. Benito ayudaba a su padre en su trabajo como herrero. Alessandro le enseñó a su hijo acerca de los líderes revolucionarios que admiraba, como Karl Marx.
Alessandro habría experimentado una serie de problemas personales. Tuvo dificultades para encontrar empleo y se convirtió en un alcohólico.

### Actividad política
Alessandro entró en la política en 1873 a la edad de diecinueve años como  socialista. En 1874, tomó parte en disturbios políticos en Predappio. Se convirtió en un miembro del gobierno local y era conocido por las autoridades por la agresividad política contra la que se dirigía a los opositores. Alessandro reaccionaba con intolerancia ante sus oponentes y en 1878, la policía le hizo advertencias para dejar de amenazarles con la destrucción de sus bienes personales. Fue detenido ese año bajo la sospecha de haber participado en actividades revolucionarias y permaneció bajo arresto domiciliario hasta que las autoridades lo liberaron en 1882 para que pudiera asistir a su matrimonio.
Alessandro creía que el gobierno debía controlar el modo de producción, las condiciones de trabajo para mejorarse, y el apoyo de la creación de una sociedad dirigida por la clase obrera.
Alessandro adoptó sentimientos nacionalistas y admiraba figuras italianas con tendencias socialistas o nacionalistas como Carlo Pisacane, Giuseppe Mazzini y Giuseppe Garibaldi. El panorama político personal de Alessandro combinó los puntos de vista de las figuras anarquistas como Carlo Cafiero y Mijaíl Bakunin, el autoritarismo militar de Garibaldi, y el nacionalismo de Mazzini.
Falleció en noviembre de 1910 a los 56 años.